# Cinturão da Bíblia

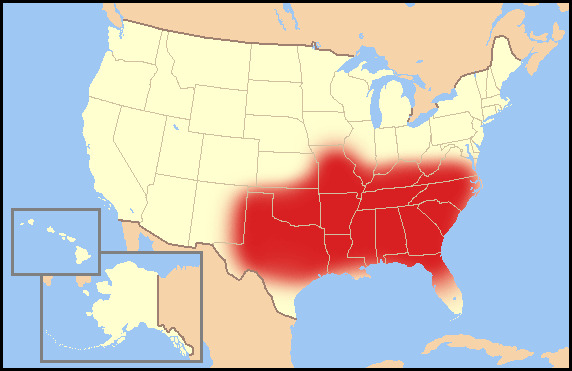
Região do Bible Belt, em vermelho

O Bible Belt (em português: Cinturão Bíblico ou Cinturão da Bíblia) é uma região dos Estados Unidos onde a prática da religião protestante faz parte da cultura local. O Bible Belt está localizado na região sudeste dos Estados Unidos, devido às fundações coloniais do protestantismo; a origem de seu nome deriva da grande importância da Bíblia entre os protestantes.
Em especial, nos Estados Unidos, é a região onde a denominação da Igreja Batista (Convenção Batista do Sul) é a mais forte. Inclui o sul inteiro e as áreas próximas, a região oeste e o meio-oeste também poderiam ser colocados nesse cinturão. Outros Cinturões Bíblicos também podem ser encontrados em outros países, inclusive no Canadá e algumas partes da Europa. O nome é derivado da forte ênfase na Bíblia nas denominações protestantes.
A região americana é contrastada geralmente com as denominações cristãs sociais liberais do nordeste e dos estados ocidentais relativamente seculares, onde a porcentagem de povos não religiosos é a mais elevada da nação, alcançando seu ponto máximo no estado de Vermont (região nordeste) em 37%, comparado ao Estado do Cinturão Bíblico do Alabama, em somente 12% de não religiosos. Por exemplo, 55% da população no estado do Mississípi se declara batista, fora as demais denominações protestantes.

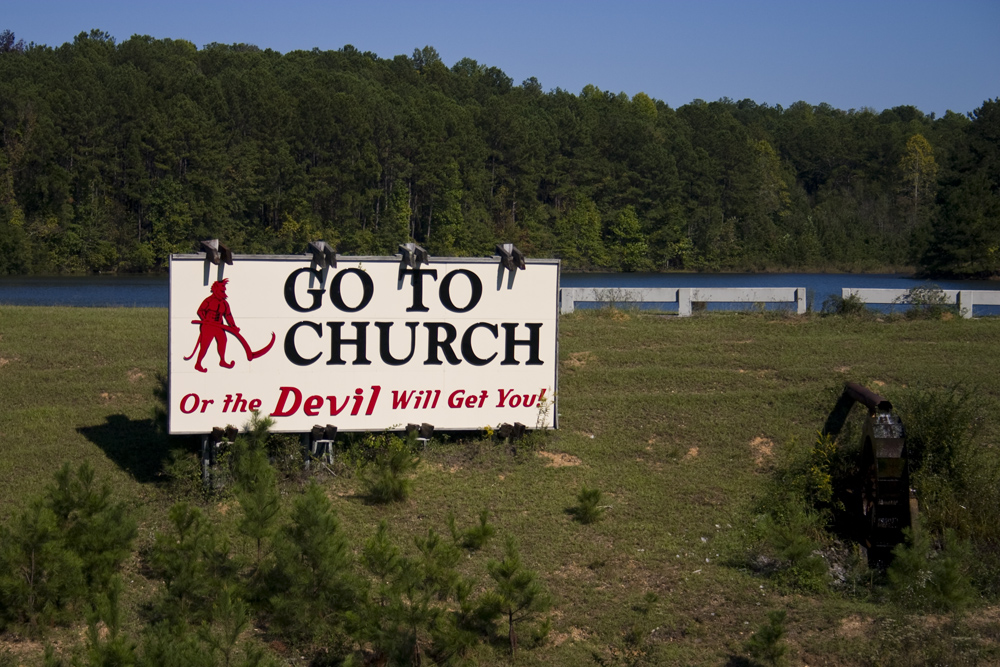
Um outdoor, localizado em uma rodovia ao norte de Montgomery, Alabama, um dos estados do Bible Belt. O outdoor diz "Vá à igreja ou o diabo irá te pegar!"

Outra tradição forte na cultura do Cinturão Bíblico é a música gospel, com forte presença nas igrejas protestantes. Marcado pela grandiosidade e perfeição dos seus corais, é muito comum nas igrejas das comunidades negras.
Os maiores e mais importantes centros urbanos do Bible Belt são as cidades de Dallas, Houston, Fort Worth, e San Antonio todas no estado do Texas, Saint-Louis no Missouri, Virginia Beach no estado da Virgínia, Jacksonville na Flórida e Atlanta na Geórgia.

## Estados compreendidos
Estados que 100% do seus respectivos territórios integram-se ao cinturão bíblico;
- Carolina do Sul
- Carolina do Norte
- Alabama
- Geórgia
- Mississípi
- Tennessee
- Kentucky
- Arkansas

Estados que maior parte do seu território se encontram dentro do cinturão bíblico;
- Texas
- Missouri
- Oklahoma
- Louisiana
- Virginia
- Virgínia Ocidental

Estados que possuem algumas regiões dentro do cinturão bíblico;
- Flórida, (centro e norte)
- Kansas, (sul e leste)
- Illinois, (sul)
- Ohio, (sul)
- Indiana, (sul)
- Novo México, (leste)

Além dessa região denominada cinturão bíblico, é possível encontrar em outras regiões do país um alto número de protestantes como por exemplo na Pensilvânia, Maryland, Delaware, Iowa, Michigan, Wisconsin, Minnesota, Dakota do Norte, Dakota do Sul, Nebraska, Colorado, Nevada, Alasca, Montana, Oregon e Washington, há uma grande população protestante nesses estados, mas eles não estão ligados geograficamente, por isso não podem formar um cinturão bíblico.

## Corredor Mórmon
Em contraste do cinturão bíblico, existe no oeste do Estados Unidos, uma região denominada Corredor Mórmon, que compreende os estados de Utah, diversas regiões dos estados de Idaho, Nevada e Colorado, ligados a algumas regiões da Califórnia, Wyoming e Arizona.